# Glyptothorax sinensis
Glyptothorax sinensis és una espècie de peix de la família dels sisòrids i de l'ordre dels siluriformes.

## Morfologia
Els mascles poden assolir els 12,6 cm de llargària total.

## Distribució geogràfica
Es troba a l'Índia, Myanmar i la Xina.